# Reithalle (Albertovec)

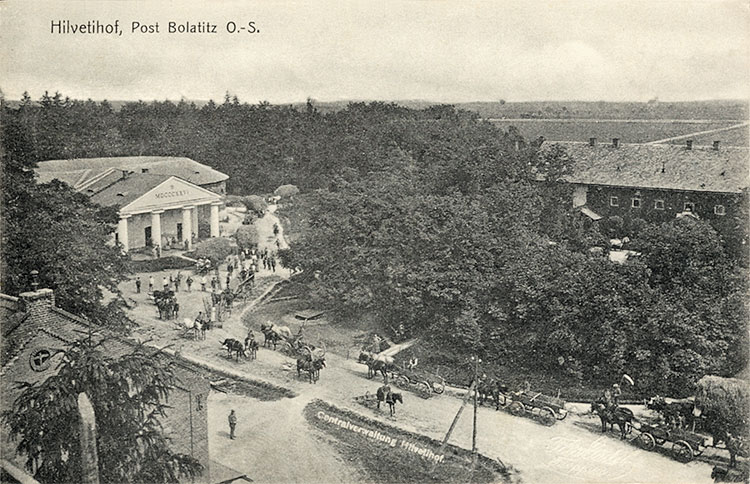
Schloss Hilvetihof (Mitte rechts) und Reithalle (Mitte links), um 1900

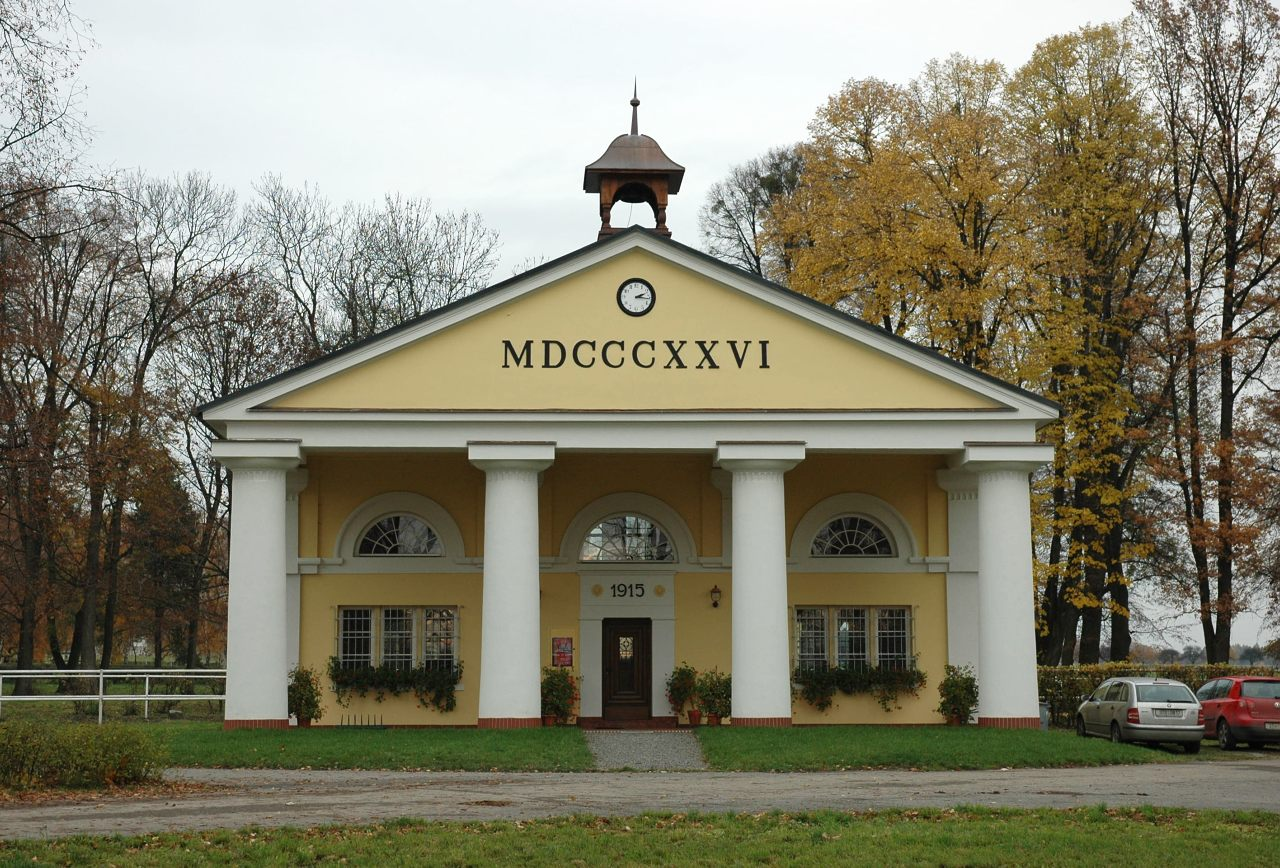
Eingang zur ehemaligen Reithalle

Die Reithalle (tschechisch jízdárna Albertovec) war ein klassizistisches Bauwerk in Albertovec (Hilvetihof) im Okres Opava in Tschechien. Sie war Teil der Hofanlage des Vorwerks Hilvetihof und bildete zusammen mit dem Schloss Hilvetihof das Zentrum des Vorwerks. Erhalten ist nur das Eingangsgebäude.

## Lage
Das Gebäude befindet sich zentral gelegen im Gebäudekomplex des Gestüts Albertovec und wird als Restaurant genutzt. Unmittelbar südlich liegt das Schloss Hilvetihof, westlich die Pension Albertovec sowie ein künstlich angelegter Teich mit ovalem Grundriss. 

## Geschichte
Das zwischen 1814 und 1826 angelegte Vorwerk Hilvetihof befand sich seit seiner Gründung im Besitz der Fürsten von Lichnowsky. Die 1826 errichtete Reithalle bildete dabei den nordöstlichen Abschluss der Hofanlage, die Karl Max von Lichnowsky 1870 nach Südosten um das Schloss Hilvetihof erweitern ließ.
Nach dem Ende des Zweiten Weltkriegs wurde die Familie Lichnowsky 1945 enteignet und die Hofanlage verstaatlicht. Das Manegengebäude einschließlich des nordöstlichen Anbaus wurde in der zweiten Hälfte des 20. Jahrhunderts abgebrochen und an seiner Stelle ein offener Reitplatz angelegt. Erhalten blieb nur das repräsentative Eingangsgebäude, das zu Zeiten des Staatsgestüts Albertovec nur notdürftige Instandsetzungen erhielt. Nach der Sanierung durch die Besitzer des privatierten Gestüts wurde in dem Gebäude das Weinrestaurant Eduard Maria eröffnet. Derzeit wird es unter dem neuen Namen Restaurace na Albertovci als Gaststätte genutzt.

## Bauwerk
Die 1826 errichtete Reithalle besaß einen ovalen Grundriss mit offenem Innenhof und hatte an den beiden Längsseiten nach Nordosten und Südwesten zwei nahezu quadratische Anbauten, wobei der südwestliche – zum zentralen Platz des Vorwerks gelegen – den repräsentativen Eingang bildete. Nach den anderen Seiten hin war die Reithalle von einer kleinen Parkanlage umgeben, aus der nach Südosten ein Fahrweg nach Bolatitz führte.
Erhalten ist heute nur noch das mit einem klassizistischen, von vier wuchtigen Säulen getragenen Portikus versehene und von einem Glockentürmchen als Dachreiter gekrönte Eingangsgebäude. Das Tympanon wird durch die in großen Lettern gehaltenen Ziffer MDCCCXXVI und eine darüber befindliche Uhr geschmückt.